# Зундс (Рига)
Зундс (латыш. Zunda grāvis, Zundas kanāls, Zunds) — канал (протока) в Риге, напротив Старой Риги. Омывает остров Кипсала с западной стороны. Берёт начало у Агенскалнского залива, впадает в Даугаву у Подрагса.
Через Зундс осуществляется сток воды реки Марупите. Через Зундс построено несколько мостов, над ним в том числе также проходит и Вантовый мост.

## История
В XVII веке через Зундс в Ригу входило 65—75% всех судов. Позже для регулирования вод Даугавы на левом берегу построили дамбу Баласта, а все рукава между островами были засыпаны.
Через канал в районе улицы Баласта дамбис в 1910 году был построен металлический мост.